# Folos

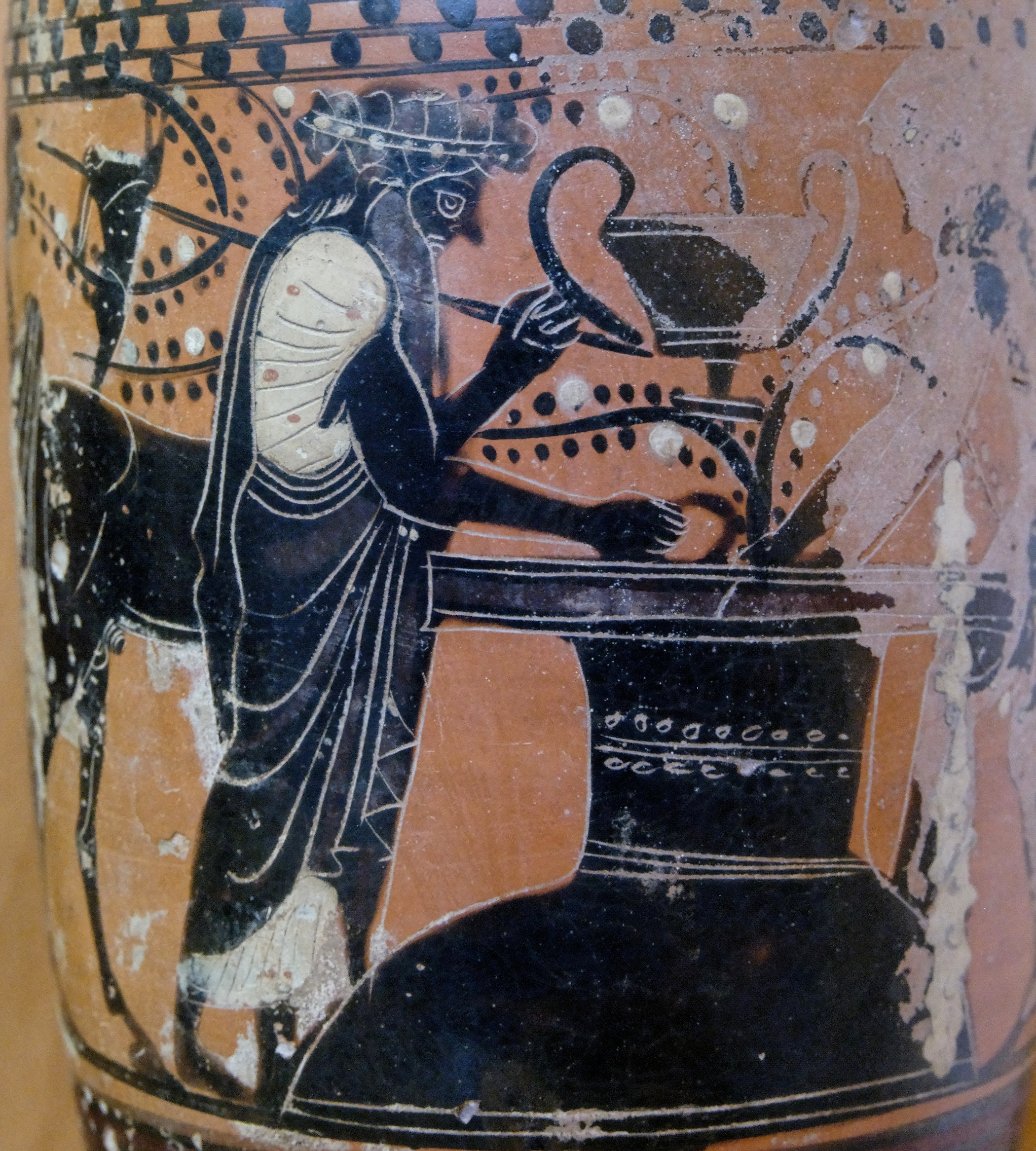
Zwartfigurige oliekruik waarop Folos wijn aanbiedt aan Herakles. Soms – zoals hier – werd hij afgebeeld als een mens van kop tot teen met een paardenlijf aan zijn achterste (dus zonder de borst en de voorpoten van het paard, zoals de andere kentauren)

Folos (Oudgrieks: Φόλος; Latijn: Pholus) was een "goede" kentaur in de Griekse mythologie, net zoals Cheiron. 

## Mythe
Een fragment van Stesichoros heeft het al in de 6e eeuw v.Chr. over Folos, maar de voornaamste literaire bronnen zijn Diodoros van Sicilië (Historische bibliotheek 4.12.3-8) en Pseudo-Apollodoros (Bibliotheek 2.5.4). Zij brengen hem ter sprake in hun verhaal over Herakles en het Erymanthisch zwijn, toen de jagende halfgod zijn gastvrijheid genoot. 
In de versie van Apollodoros was Folos de zoon van Silenos en een esnimf. Hij woonde in een grot in Foloi, wat volgens de ene traditie lag in Arcadië (ten zuiden van de berg Erymanthos) en volgens de andere in Thessalië (op de berg Pelion). Folos gaf zijn jagende gast geroosterd vlees en at het zelf rauw. Toen Herakles hem verzocht wijn boven te halen, waarschuwde hij dat het voorraadvat gemeenschappelijk bezit van de kentauren was, maar gaf dan toe. De geur van de wijn lokte de kentauren, gewapend met rotsen en uitgerukte sparren. In het gevecht dat volgde, doodde Herakles verschillende kentauren en achtervolgde hij de rest naar Kaap Malea, waar de strijd verderging. Ondertussen onderzocht Folos de giftige pijlen van Herakles, gedoopt in het bloed van de Hydra van Lerna. Hij trok een pijl uit een lijk en verbaasde zich erover hoe zoiets kleins een grote kentaur had kunnen doden. Maar hij liet het vallen op zijn voet en viel prompt zelf dood. Herakles vond hem bij zijn terugkeer en zorgde voor de begrafenis.
Op enkele details na komt de versie van Diodoros overeen met Apollodoros. Het vat wijn was volgens hem door Dionysos geschonken aan een voorvader van de kentauren met de instructie het alleen te openen voor Herakles. De geur van de wijn maakte de kentauren gek. In het gevecht kregen ze hulp van hun moeder Nefele, een wolkennimf die stortregen stuurde waarin ze zich beter staande konden houden.
In de iconografie is het thema vanaf circa 600 v.Chr. veelvuldig terug te vinden op beschilderde vazen. Ze tonen Folos en Herakles bij het wijnvat, soms terwijl het gevecht al is uitgebroken. 